# ジャパンストリート
オーストラリアのビクトリア州ウォーナンブール市の住宅街にある通りの名前。

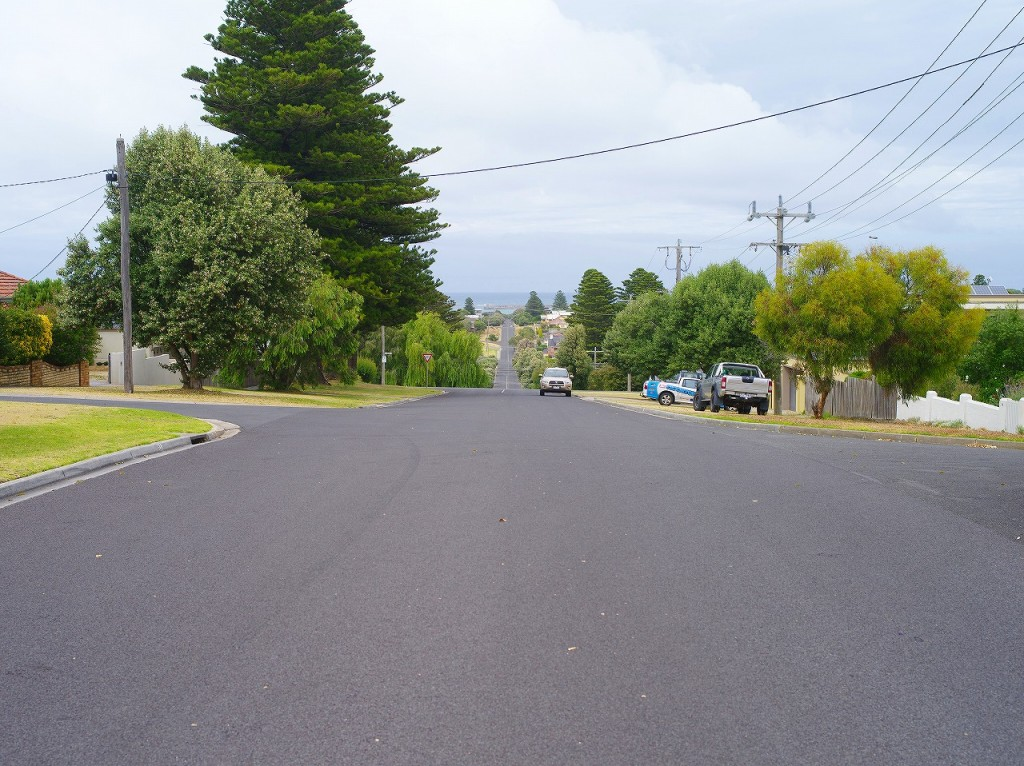
ジャパンストリートの北端から南端まで

ウォーナンブール市は、1846年に測量があり、1847年に町が成立した。政府の測量技師であるウィリアム・ピッカリング (William Pickering)がウォーナンブールの測量をした、オーストラリアでは、当時、”黒く光る漆器”がはやっていた。1846年、ピッカリングは、測量中の道に、漆器の意味のjapanを使い、ジャパンストリートと名づけた。ジャパンストリート (Japan Street)の本来の意味は、"日本通り"ではなく"漆器通り"ということになる。なお、その後、現在まで、ジャパンストリート (Japan Street)は日本や漆器とは無縁である。